# Fricativa dentale sonora
La fricativa dentale sonora è una consonante fricativa presente in alcune lingue, che in base all'alfabeto fonetico internazionale è rappresentata col simbolo ð. 
Nella lingua italiana tale fono non è presente. 

## Altre lingue

### Inglese
In inglese è rappresentato col digramma ⟨th⟩ (che però nella maggior parte dei casi rende graficamente la fricativa dentale sorda θ):
- the "il/lo/la/i/gli/le"
- father "padre"
- without "senza"

### Islandese
In islandese è un fonema ed è reso graficamente con la lettera ⟨ð⟩ (edh), da cui la lettera IPA deriva : 
- orð ("parola") : /ˈɔrð/ .

### Danese
In danese l'uso della fricativa dentale sonora avviene come lene, in posizione postvocalica, o in corpo di parola quando si ritrova la consonante lunga /dː/.
- ude "fuori" [ˈuːðə]
- redde "salvare" [ˈʁəːðə]

### Spagnolo
In spagnolo esiste solamente come allofono del fonema /d/ quando quest'ultimo è in posizione finale o quando non è preceduto da ⟨l⟩ o ⟨n⟩:
cada "ciascuno" [ˈkaða]
nada "niente" [ˈnaða]
Madrid [maˈðɾið]

### Arabo
In lingua araba questo fono è reso dalla lettera ⟨ﺫ⟩. Esiste anche una lettera che ne rende la faringalizzazione: ⟨ﻅ⟩.

### Greco
In lingua greca moderna tale fono è reso ⟨δ⟩ nell'alfabeto greco:
- δαίδαλος (traslitterato daídalos) "dedalo, labirinto" [ˈðɛðɐlos]

Questo suono è apparso nel greco a partire dalla tarda koinè.